# Pedicularis sphaerantha
Pedicularis sphaerantha är en snyltrotsväxtart som beskrevs av Tsoong. Pedicularis sphaerantha ingår i släktet spiror, och familjen snyltrotsväxter. Inga underarter finns listade i Catalogue of Life.